# Alloscirtetica labiatarum
Alloscirtetica labiatarum är en biart som först beskrevs av Adolpho Ducke 1911.  Alloscirtetica labiatarum ingår i släktet Alloscirtetica och familjen långtungebin. Inga underarter finns listade i Catalogue of Life.